# Hiroshi Ōe
Hiroshi Ōe, né  le 14 juillet 1913 à Akita et mort le 3 mars 1989 à Tokyo, est un architecte japonais.

## Biographie
Hiroshi Ōe naît le 14 juillet 1913 à Akita. Il est le fils de Shintarō Ōe (ja) (1879-1935), célèbre architecte de sanctuaires traditionnels et de théâtres nō, il est diplômé en architecture de l'université impériale de Tokyo en 1938, avec Kenzō Tange comme camarade de classe. Ses premiers travaux, par exemple le zushi (petit sanctuaire destiné à accueillir des statues bouddhistes) conçu en 1941 au temple Chugūji, à Nara, reflètent les styles architecturaux traditionnels japonais.
Hiroshi Ōe meurt le 3 mars 1989 à Tokyo.